# Nadine Rose Mulkerrin
Nadine Rose Mulkerrin (Leeds, West Yorkshire; 23 de junio de 1993) es una actriz inglesa conocida por interpretar a Cleo McQueen en la serie Hollyoaks.

## Biografía
Tiene una hermana menor, Jessica "Jess" Mulkerrin. Mulkerrin asistió a la St. Mary's Catholic Comprehensive School en West Yorkshire. Tras graduarse en 2010 asistió al York College y obtuvo un diploma nacional en actuación.
Desde 2017 sale con el actor Rory Douglas-Speed. En diciembre de 2018 la pareja anunció que se había comprometido y el 1 de junio de 2019 anunciaron que estaban esperando su primer bebé juntos, a quien le dieron la bienvenida el 15 de octubre de 2019, Reggie Speed.

## Carrera
En 2011 apareció en la película de horror Inbred donde dio vida a Sam.
En 2012 se unió al elenco principal de la segunda temporada de la serie In with the Flynns donde interpretó a Chloe Flynn, una de las hijas de Liam Flynn (Will Mellor) y Caroline (Niky Wardley). Previamente la actriz Orla Poole había interpretado a Chloe durante la primera temporada de la serie.
El 26 de enero de 2015 se unió al elenco principal de la exitosa serie británica Hollyoaks donde interpreta a Cleopatra "Cleo" McQueen, la hermana menor de Celine McQueen y Porsche McQueen, hasta ahora.

## Filmografía[11]

### Series de televisión
| Año             | Título               | Personaje          | Notas                      |
| --------------- | -------------------- | ------------------ | -------------------------- |
| 2015 - presente | Hollyoaks            | Cleo McQueen       | 328 episodios              |
| 2013, 2015      | Still Open All Hours | Ashley             | 3 episodios                |
| 2013            | Starlings            | Cantante Principal | episodio #2.3              |
| 2013            | Doctors              | Tara Finley        | episodio "The Good Father" |
| 2012            | In with the Flynns   | Chloe Flynn        | 6 episodios                |
| 2011            | Waterloo Road        | Billie Taylor      | episodio #6.12             |
| 2007            | The Royal            | Lucy Hibbert       | episodio "Love & Loss"     |

### Películas
| Año  | Título | Personaje | Notas                                                                                          |
| ---- | ------ | --------- | ---------------------------------------------------------------------------------------------- |
| 2011 | Inbred | Sam       | junto a Jo Hartley, James Doherty, Seamus O'Neill, James Burrows, Terry Haywood y Chris Waller |

## Premios y nominaciones
| Año  | Categoría                        | Premio             | Serie     | Resultado |
| ---- | -------------------------------- | ------------------ | --------- | --------- |
| 2019 | Best Female Dramatic Performance | British Soap Award | Hollyoaks | Nominada  |
| 2018 | Best Female Dramatic Performance | British Soap Award | Hollyoaks | Nominada  |
| 2017 | Best Female Dramatic Performance | British Soap Award | Hollyoaks | Nominada  |